# Unter der Haut (2015)
Unter der Haut ist ein Schweizer Film von Claudia Lorenz aus dem Jahr 2015. Der Film lief in der Schweiz am 26. Februar 2015, in Deutschland am 19. November 2015 in den Kinos an.

## Handlung
Der Umzug in das neue Haus auf dem Land soll die Beziehung von Frank und Alice nach 18 Jahren Ehe wiederbeleben. Zunächst scheint die Rechnung aufzugehen, doch als Alice im Browserverlauf ihres Computers auf eine Datingseite für Homosexuelle stösst, gerät das Familienbild ins Wanken. Alice vermutet erst, dass ihr jugendlicher Sohn seine sexuelle Ausrichtung austestet, doch schnell stellt sich heraus, dass ihr Ehemann Frank geheime Neigungen hegt. Er lernt zudem Pablo kennen, zu dem er sich hingezogen fühlt.

## Produktion
Der Film wurde grösstenteils in Winterthur gedreht. Die Regisseurin lebte während des Drehs in der Villa Sträuli.

## Kritik
Der Filmdienst urteilt, das „kammerspielartige Drama wird mit lebensnahen Dialogen und feinem Gespür für Zwischentöne vorrangig aus der Sicht der Frau erzählt und bewahrt selbst in den entblössendsten Momenten deren Würde“. Kritisiert wird lediglich „die Vorliebe für sinnbildliches Erzählen“, die „mitunter die einfühlsame, moralisch nicht wertende Inszenierung“ schmälert.

## Auszeichnungen
Der Film erhielt beim Palm Springs International Film Festival 2015 eine Nominierung für grossen Preis der Jury (New Voices/New Visions). Beim Schweizer Filmpreis 2015 wurde zudem Ursina Lardi als beste Darstellerin nominiert.